# Широкий Уступ
Широ́кий Усту́п  — село в Калининском районе Саратовской области России. Административный центр Широкоуступского муниципального образования.

## География
Село находится на юге Правобережья, на западных отрогах Приволжской возвышенности, по берегам реки Ольшанка (бассейн реки Медведица).

### Часовой пояс
Село Широкий Уступ, как и вся Саратовская область, находится в часовой зоне МСК+1. Смещение применяемого времени относительно UTC составляет +4:00.

## История
Село основано в 1782 году малороссийскими переселенцами. До революции входило в состав Аткарского уезда Саратовской губернии. В 1825 году построена каменная церковь.

## Население
| 2002 | 2010 |
| ---- | ---- |
| 817  | ↘601 |

Национальный состав
Согласно результатам переписи 2002 года, в национальной структуре населения русские составляли 73 % из 817 чел.

## Известные уроженцы
- Бардин, Иван Павлович (1883—1960) — советский металлург. Герой Социалистического Труда.
- Чугунов, Александр Павлович (1924—2019) — советский и российский юрист. Государственный советник юстиции 3-го класса. Заслуженный юрист РСФСР.

## Транспорт
Проходит автомобильная дорога регионального значения «Калининск — Широкий Уступ — Екатериновка» (идентификационный номер 63-000-000 ОП РЗ 63К-00012).